# 福原忍
福原 忍（ふくはら しのぶ、1976年12月28日 - ）は、広島県三次市出身の元プロ野球選手（投手、右投右打）、コーチ、野球解説者、野球評論家。
現役時代から2024年のコーチ退任まで一貫して阪神タイガースに所属。現役最終年の2016年には投手キャプテンを務めた。

## 経歴

### プロ入り前
二岡智宏とは小学校から広陵高校まで同窓で、小学校では4度クラスメイトになった。野球を始めたのも二岡と兄の影響である。高校3年時は二岡との二枚看板で夏の広島大会では優勝候補筆頭に挙げられていたが、新井貴浩を擁する広島工業高校に敗れた。東都大学野球連盟所属の東洋大学に進学。1部リーグ通算14試合に登板、1勝4敗 防御率4.87で、4年時は春から2部リーグながら秋に6連勝をしてMVPで1部復帰の原動力となった。東洋大学では3学年先輩に清水隆行と川中基嗣、2学年先輩に今岡誠、1学年先輩に田中充、1学年後輩に前田忠節、2学年後輩に三浦貴がいた。今岡と前田とは後にプロで再びチームメイトとなる。1998年のプロ野球ドラフト会議で阪神タイガースから3位指名を受け入団。

### プロ入り後
入団当初から150 km/h台の速球が注目されており、1999年は野村克也監督に抜擢され、4月4日の読売ジャイアンツ戦に5番手で登板し、プロ初勝利を挙げて同年の新人投手の白星第1号となり、新人投手で4月中に初勝利と初セーブを挙げるという球団史上初の快挙を成し遂げ、中継ぎ、抑えとフル回転し10勝7敗9セーブを記録した。野村監督に「よう（ドラフト）3位でこんなん獲れたな」と言わしめるほど、華々しい結果を挙げたルーキーイヤーであったものの、セ・リーグ新人王投票では新人で10勝を挙げながら福原への投票は無かった（巨人の上原浩治が受賞）。
2000年、2001年は共に先発投手としてスタートし、2000年4月18日の対巨人4回戦では相手打線を4安打に抑えてプロ初完封を達成したが、援護に恵まれず、後半はリリーフに回るようになる。
2002年オフに手術。
2003年はリハビリ中に二軍投手コーチの山口高志から、軸足となる右の膝を折らずに体重を前方にかけるフォームの指導を受け、それを受け入れた。同年8月31日の対ヤクルトスワローズ戦で先発として復帰戦に臨み、勝利投手となる。チームは1985年以来のリーグ制覇を果たし日本シリーズでは第6戦に先発の伊良部秀輝が2回でノックアウトされた後の二番手で登板し4回2/3を1失点と試合を作った。
2004年は先発ローテーションに定着し、4月には5勝0敗防御率2.43で月間MVPを受賞した。監督推薦で同年のオールスターに出場、第2戦で先発登板して3回を新庄剛志の本盗の1失点に抑え新人賞を受賞したが、打線の援護がなく敗戦投手となった。しかし後半戦は調子を落とし、好投しても援護のない試合が続き勝ち星は伸びず、最終的に防御率はリーグ7位だったが、10勝15敗でリーグ最多敗戦投手となった。尚、同年は巨人戦に滅法強く、5月13日には7回まで投げて巨人が開幕から続けていた連続試合本塁打を止めるなど、8試合に登板して6勝無敗防御率1.73の対戦成績を残した。
2005年は開幕二戦目に登板しシーズン初勝利を挙げたが前年以上に援護に恵まれないどころか守備でも足を引っ張られ6連敗を記録。オリックス・バファローズ戦で2試合とも完封を収め、リーグ最多タイの2完封（他5人）だったが、この年も好投しながらも負けが先行し8勝14敗に終わり、1995年・1996年に記録した藪恵壹・湯舟敏郎以来の二年連続リーグ最多敗戦投手となった。チームは2年ぶりのリーグ制覇を果たした。なお、優勝球団からリーグ最多敗戦投手が出たのは、この時の福原が史上唯一である。日本シリーズではチームが4戦で4連敗だったためシリーズ4戦目にリリーフ登板で終わってしまった。
2006年は腰痛で出遅れたもののスローカーブを主とした緩急を使った投球で抜群の安定感を見せ、勝ち星に恵まれるようになる。ペナントレース終盤では井川慶を押しのけ、ローテーションの中心を担った。9月10日の横浜ベイスターズ戦で自己新となる11勝目を挙げ、最終的に自己最多の12勝5敗、リーグ2位となる防御率2.09の好成績を残した。オフにはチームメイトの安藤優也と共に映画『青空のルーレット』（2007年公開）に出演。
2007年は故障で出遅れ、2勝8敗、防御率6.53に終わった。
2008年は故障もなく順調に調整することができ、開幕3戦目となる3月30日の横浜戦でシーズン初登板を完封勝利で飾る好スタートを切ったが、4月24日の中日ドラゴンズ戦でバントを試みた際にボールが右人差し指に直撃して負傷退場。その後、右示指（じし）末節骨骨折と診断され離脱した。
2009年は完投する試合こそあったものの、シーズン通して絶不調で3勝10敗と大きく負け越した。
2010年は先発ローテーションから外れ、7月までほとんど二軍で過ごした。8月以降は主に敗戦処理として登板するも、防御率5.18と結果は残せず、プロ入り後初めて未勝利に終わる。
2011年はシーズン当初、主にビハインドの場面から救援で登板。シーズン途中からは自身の好調に加え、小林宏や久保田智之の不調などから勝ちパターンでの起用が増えた。9月7日の対広島東洋カープ戦では、一軍公式戦で自身2年ぶりの勝利を記録。一軍公式戦全体では、自己最多のシーズン55試合登板を果たすとともに、防御率2.59、11ホールドを記録した。
2012年も中継ぎとして安定したピッチングを見せ、5月4日の巨人戦ではストレートの球速が153km/hを記録した。
6月14日の埼玉西武ライオンズ戦では1点リードの9回裏に4番手として登板。三者凡退に抑えて11年ぶりのセーブを記録。最終的に自己シーズン最多となる60試合に登板、防御率1.76、18ホールドと前年よりも安定した成績を残し、メジャーリーグ複数球団が獲得に乗り出す動きも報じられた。
2013年も中継ぎとして開幕当初から安定したピッチングを続け、腰痛による登録抹消はあったものの、開幕当初の守護神だった久保康友が不調で二軍落ちするなどの背景もあり、クローザーとして定着、8月24日の中日戦（ナゴヤドーム）で自身初の10セーブ目を挙げた。
2014年は新外国人の呉昇桓が守護神として起用されたため、セットアッパーに復帰。5月4日の対ヤクルト戦で通算1000奪三振を達成した。右内転筋の張りによる離脱以外は一軍で投げ続け、終盤こそ疲労からやや安定感を欠き呉のリリーフを受ける場面もあったが、シーズン通算で42ホールドポイントを記録したころから、セントラル・リーグの最優秀中継ぎ投手に選ばれた。福原にとっては初めてのタイトルだったが、阪神球団の歴代最年長記録に当たる38歳での獲得となった。
2015年は一軍での中継ぎ投手不足を背景に、前年に続いてセットアッパーとして奮闘。39ホールドポイントで2年連続の最優秀中継ぎ投手に選ばれたため、タイトル獲得の球団史上最年長記録を更新した。
2016年は一軍監督として復帰した元チームメイトの金本知憲から投手キャプテンに任命された。公式戦の開幕から一軍のセットアッパーを任されたが、4月18日の中日戦でダヤン・ビシエドにサヨナラ本塁打を打たれるなど救援の失敗が相次いだことから、4月20日に出場選手登録を抹消。自身の不調による二軍調整を前提に置いた抹消は2010年5月27日以来6年ぶりであった。

#### 現役引退
その後も調子や球威が戻らず、ウエスタン・リーグ公式戦での調整登板でも不安定な投球が続いた。これに対して阪神球団では、同年8月27日に開いた編成会議で福原を翌年の戦力構想から外す方針を確認した。
福原自身も一軍に復帰できないまま9月23日に同年限りでの現役引退を表明。同日開催の引退記者会見では、引退を決意した理由に「今までなら一軍の打者から空振りやファウルを取れたはずの球が、（ウエスタン・リーグ公式戦で対戦した）二軍の打者にも捉えられるようになった」ことを挙げたうえで、「『広陵高校の先輩でもある金本監督を何とか胴上げしたい』と思っていたが、チームや監督の力になれなくて申し訳ない」「多くの阪神ファンの前で投げられる甲子園球場の（他球場に比べて）少し高いマウンドは最高」「いろいろな方に支えられて、18年間現役を続けられたことに感謝している」と語った。
阪神球団では、レギュラーシーズンの最終戦であった2016年10月1日の対巨人戦（甲子園）を福原の引退試合として開催した。この試合で約5か月ぶりに一軍へ復帰した福原は、「打者1人」という条件で、8回表に2番手投手として救援登板。マウンドで待ち受けていた金本から直々にボールを受け取ると、立岡宗一郎に対して140km/h台前半の直球だけで勝負した後に、3球目で左飛に打ち取って涙ながらに現役生活を終えた。試合後に開かれた引退セレモニーで球団関係者・チームメイト・ファンに加え、甲子園球場のグラウンド整備を担う阪神園芸のグラウンドキーパーに対しても感謝の意を表明。「僕がプロの第1球を投げたのは、東京ドームの巨人戦でした。そして今日、この甲子園の伝統の一戦で最後の1球を投げることができて、本当に幸せです。この一戦がいつまでも『伝統の一戦』と呼ばれるように、両球団のファンの皆様には、これからもたくさんの応援を宜しくお願いします」という言葉で挨拶を締めくくると、阪神ナインから8回にわたって胴上げされた。そして10月26日付でNPBから任意引退選手として公示された。

### 現役引退後
2017年から阪神に新設されるファーム育成コーチに就任。新人・若手投手の指導を担当。
2019年から2022年までは一軍投手コーチを務め、2023年からは二軍投手コーチに配置転換された。2025年から阪神のアカデミー事業で勤務し、スカイA野球解説者とデイリースポーツの野球評論家としても活動する。

## 選手としての特徴
ストレートの平均球速144.9km/h（2012年）、150km/h超（最速155km/h）の直球と落差の大きいカーブは強力と言われた。変化球はその他にカットボール、スライダー、フォーク、シュートを持っていた。スライダーの握りは通常とは異なり、球を離す瞬間、人差し指でシュートをかけるように押し込んで投げていた。
プロ入り当初は直球1本で勝負する速球派投手として鳴らしたが、負担も大きく右肩を故障。2003年に復帰後は肩に負担をかけない投球フォームに変更し、直球は球速よりも質にこだわり球の回転とキレを磨いた。また、落差の大きいカーブで緩急をつき、より直球の威力を感じさせる投球術も身につけた。なお、速球派としてのこだわりは捨てず、決め球は直球であり続けたことから、後輩の藤浪晋太郎に「速球派投手の憧れ」と称されている。

## 人物
愛称は「フクさん」など。
元同僚の中谷仁は福原の性格を中継ぎ向きと評しており、「（福原さんは）失敗した時も、最初は落ち込んでいるが、すぐに切り替えができる。『しょうがない。明日頑張ろうと』と、翌日まで引きずることがなかった。打たれたとしても、次の登板ではしっかり抑えてくれる。そういう投手が中継ぎにいてくれると、本当にありがたい。」と語っている。
阪神入団時の監督・野村克也から言われた「ピッチャーの生命線、アウトローに投げなさい」という言葉を大切にしている。

## 詳細情報

### 年度別投手成績
| 年 度      | 球 団      | 登 板 | 先 発 | 完 投 | 完 封 | 無 四 球 | 勝 利 | 敗 戦 | セ 丨 ブ | ホ 丨 ル ド | 勝 率 | 打 者 | 投 球 回 | 被 安 打 | 被 本 塁 打 | 与 四 球 | 敬 遠 | 与 死 球 | 奪 三 振 | 暴 投 | ボ 丨 ク | 失 点 | 自 責 点 | 防 御 率 | W H I P |
| ---------- | ---------- | ----- | ----- | ----- | ----- | -------- | ----- | ----- | -------- | ----------- | ----- | ----- | -------- | -------- | ----------- | -------- | ----- | -------- | -------- | ----- | -------- | ----- | -------- | -------- | ------- |
| 1999       | 阪神       | 54    | 0     | 0     | 0     | 0        | 10    | 7     | 9        | --          | .588  | 303   | 70.1     | 70       | 6           | 27       | 3     | 1        | 53       | 3     | 0        | 33    | 32       | 4.09     | 1.38    |
| 2000       | 阪神       | 36    | 14    | 1     | 1     | 0        | 5     | 9     | 3        | --          | .357  | 500   | 117.2    | 109      | 10          | 42       | 2     | 3        | 119      | 4     | 0        | 55    | 43       | 3.29     | 1.28    |
| 2001       | 阪神       | 39    | 16    | 0     | 0     | 0        | 9     | 12    | 1        | --          | .429  | 569   | 129.1    | 120      | 5           | 71       | 3     | 4        | 104      | 7     | 1        | 55    | 45       | 3.13     | 1.48    |
| 2002       | 阪神       | 25    | 0     | 0     | 0     | 0        | 1     | 2     | 0        | --          | .333  | 128   | 30.0     | 33       | 1           | 7        | 1     | 3        | 30       | 3     | 0        | 20    | 17       | 5.10     | 1.33    |
| 2003       | 阪神       | 5     | 4     | 0     | 0     | 0        | 2     | 2     | 0        | --          | .500  | 96    | 22.0     | 20       | 3           | 10       | 0     | 0        | 27       | 0     | 0        | 9     | 7        | 2.86     | 1.36    |
| 2004       | 阪神       | 29    | 29    | 2     | 1     | 1        | 10    | 15    | 0        | --          | .400  | 779   | 181.1    | 190      | 13          | 58       | 0     | 4        | 148      | 13    | 0        | 88    | 78       | 3.87     | 1.37    |
| 2005       | 阪神       | 28    | 26    | 3     | 2     | 1        | 8     | 14    | 0        | 0           | .364  | 721   | 171.2    | 172      | 20          | 45       | 0     | 6        | 124      | 3     | 1        | 74    | 67       | 3.51     | 1.26    |
| 2006       | 阪神       | 24    | 23    | 3     | 0     | 0        | 12    | 5     | 0        | 0           | .706  | 636   | 154.2    | 143      | 8           | 42       | 0     | 6        | 119      | 4     | 0        | 44    | 36       | 2.09     | 1.20    |
| 2007       | 阪神       | 19    | 14    | 0     | 0     | 0        | 2     | 8     | 0        | 0           | .200  | 329   | 71.2     | 101      | 5           | 19       | 0     | 3        | 42       | 4     | 0        | 53    | 52       | 6.53     | 1.67    |
| 2008       | 阪神       | 8     | 6     | 1     | 1     | 0        | 3     | 2     | 0        | 0           | .600  | 145   | 34.0     | 38       | 4           | 12       | 0     | 0        | 17       | 3     | 0        | 13    | 13       | 3.44     | 1.47    |
| 2009       | 阪神       | 14    | 14    | 1     | 1     | 0        | 3     | 10    | 0        | 0           | .231  | 328   | 74.1     | 77       | 9           | 27       | 0     | 3        | 45       | 1     | 1        | 47    | 40       | 4.84     | 1.40    |
| 2010       | 阪神       | 19    | 0     | 0     | 0     | 0        | 0     | 1     | 0        | 0           | .000  | 104   | 24.1     | 25       | 5           | 10       | 0     | 0        | 20       | 3     | 0        | 15    | 14       | 5.18     | 1.44    |
| 2011       | 阪神       | 55    | 0     | 0     | 0     | 0        | 2     | 3     | 0        | 11          | .400  | 204   | 48.2     | 41       | 5           | 16       | 0     | 1        | 59       | 1     | 0        | 20    | 14       | 2.59     | 1.17    |
| 2012       | 阪神       | 60    | 0     | 0     | 0     | 0        | 2     | 4     | 1        | 18          | .333  | 216   | 51.0     | 48       | 2           | 12       | 1     | 4        | 43       | 3     | 0        | 13    | 10       | 1.76     | 1.18    |
| 2013       | 阪神       | 50    | 0     | 0     | 0     | 0        | 4     | 0     | 14       | 14          | 1.000 | 184   | 45.0     | 40       | 2           | 11       | 1     | 2        | 38       | 1     | 0        | 9     | 6        | 1.20     | 1.13    |
| 2014       | 阪神       | 60    | 0     | 0     | 0     | 0        | 4     | 6     | 0        | 38          | .400  | 224   | 53.1     | 55       | 8           | 13       | 0     | 2        | 47       | 1     | 0        | 24    | 24       | 4.05     | 1.27    |
| 2015       | 阪神       | 61    | 0     | 0     | 0     | 0        | 6     | 4     | 1        | 33          | .600  | 223   | 53.2     | 55       | 4           | 18       | 0     | 0        | 40       | 1     | 0        | 19    | 18       | 3.02     | 1.36    |
| 2016       | 阪神       | 9     | 0     | 0     | 0     | 0        | 0     | 0     | 0        | 4           | .000  | 23    | 5.1      | 8        | 1           | 1        | 0     | 0        | 6        | 0     | 0        | 3     | 3        | 5.06     | 1.69    |
| 通算：18年 | 通算：18年 | 595   | 146   | 11    | 6     | 2        | 83    | 104   | 29       | 118         | .444  | 5712  | 1338.1   | 1345     | 111         | 441      | 11    | 42       | 1081     | 55    | 3        | 594   | 519      | 3.49     | 1.33    |

- 各年度の太字はリーグ最高

### タイトル
- 最優秀中継ぎ投手：2回（2014年、2015年）※2年連続は最長タイ記録[注 2]

### 表彰
- 月間MVP：1回（投手部門：2004年4月）
- オールスターゲーム新人賞（2004年）
- ヤナセ・阪神タイガースMVP賞：1回（2006年）[38]
- サンスポMVP新人賞（1999年）[39]

### 記録
初記録
投手記録
- 初登板：1999年4月2日、対読売ジャイアンツ1回戦（東京ドーム）、8回裏一死に4番手で救援登板・完了、2/3回2失点
- 初勝利：1999年4月4日、対読売ジャイアンツ3回戦（東京ドーム）、7回裏に5番手で救援登板、1回1/3を2失点
- 初奪三振：同上、7回裏に後藤孝志から空振り三振
- 初セーブ：1999年4月18日、対ヤクルトスワローズ3回戦（福岡ドーム）、7回裏に3番手で救援登板・完了、3回無失点
- 初先発・初先発勝利：2000年4月4日、対ヤクルトスワローズ1回戦（明治神宮野球場）、7回1/3無失点
- 初完投勝利・初完封勝利：2000年4月18日、対読売ジャイアンツ4回戦（東京ドーム）
- 初ホールド：2011年4月16日、対中日ドラゴンズ2回戦（ナゴヤドーム）、12回裏に6番手で救援登板、1/3回無失点

打撃記録
- 初安打：1999年5月8日、対横浜ベイスターズ7回戦（横浜スタジアム）、8回表に矢野英司から右前安打
- 初本塁打・初打点：2001年4月1日、対読売ジャイアンツ3回戦（東京ドーム）、2回表に斎藤雅樹から左越ソロ

節目の記録
- 1000投球回：2009年4月25日、対広島東洋カープ5回戦（MAZDA Zoom-Zoom スタジアム広島）、2回裏三死目に喜田剛を二塁ゴロで達成 ※史上317人目
- 1000奪三振：2014年5月4日、対東京ヤクルトスワローズ8回戦（明治神宮野球場）、8回裏に雄平から空振り三振 ※史上137人目
- 500試合登板：2014年7月25日、対広島東洋カープ11回戦（MAZDA Zoom-Zoom スタジアム広島）、8回表に3番手で救援登板、1回無失点 ※史上93人目

その他の記録
- オールスターゲーム出場：1回（2004年）

### 背番号
- 28（1999年 - 2016年）
- 85（2017年 - 2024年）

### 登場曲
- Love Somebody - 織田裕二 & Maxi Priest[40]
- タッチ - 岩崎良美
- 一本道（福原忍バージョン） - ジョニー宜野湾（オリジナル）

## 関連情報

### 出演
映画
- 青空のルーレット（2007年 パンドラ） - 当時の同僚の安藤優也と共演。